# Каменная индустрия

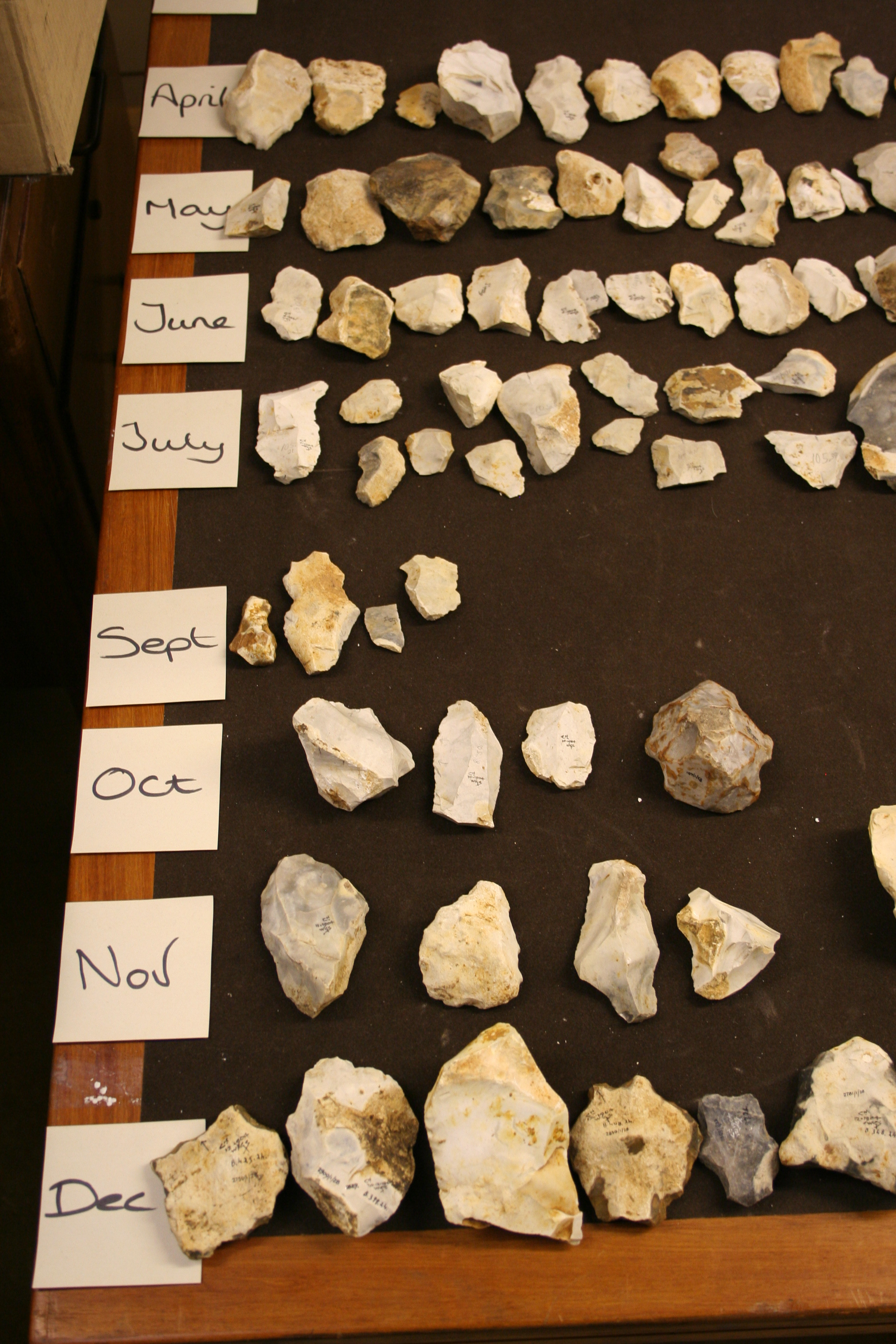
Палеолитическая индустрия

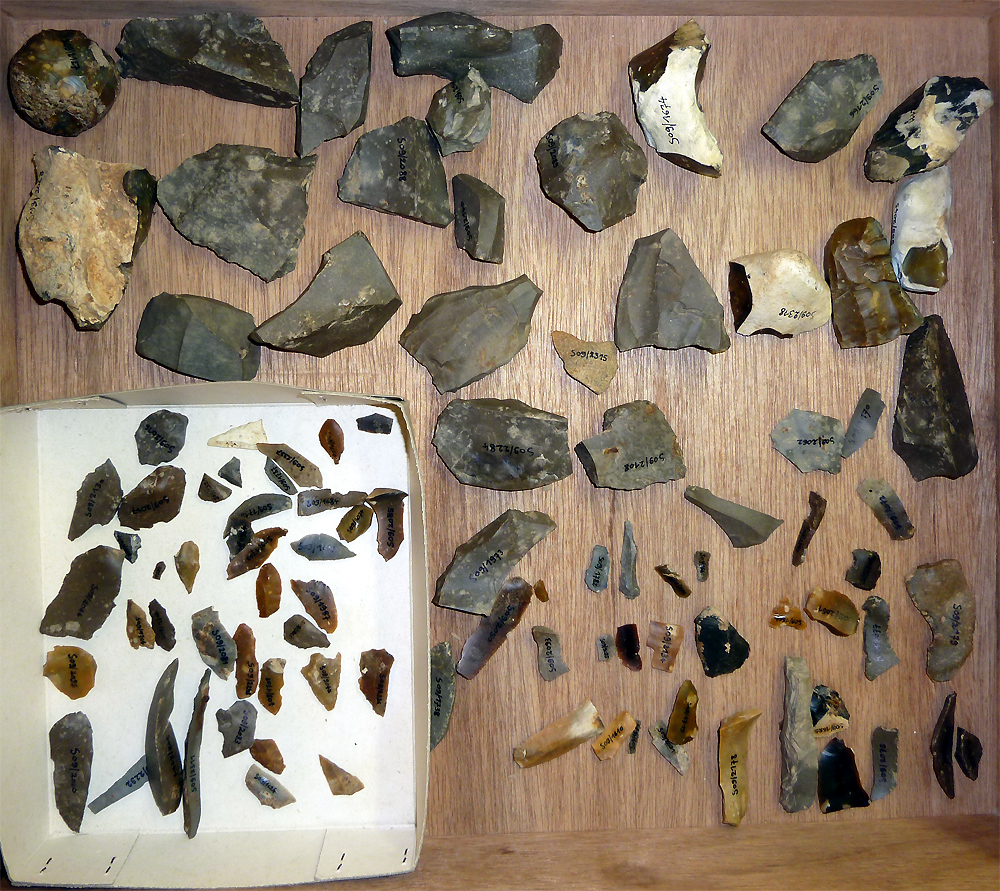
Мезолитическая индустрия

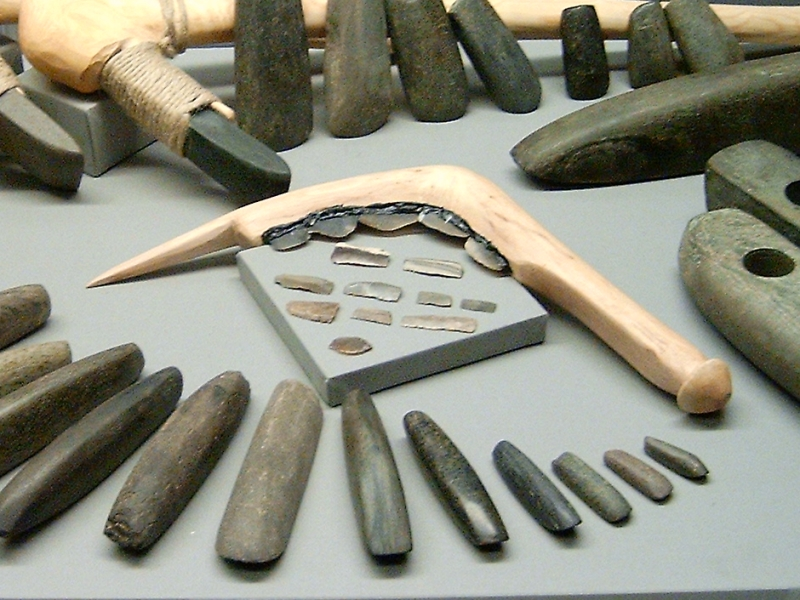
Неолитическая индустрия

Каменная индустрия (англ. industry, фр. industrie) — совокупность каменных артефактов, используемых в определённый период или определённой археологической культурой. В более узком смысле — коллекция каменных артефактов, происходящих с конкретного памятника. Термин более широкий, чем «каменные орудия» и включает всю цепочку производства орудий, в том числе, и отходы. Понятие «каменная индустрия» тесно связано с определённой техникой расщепления камня и другими видами его обработки. 
Естественно, наблюдается неуклонное усложнение приёмов камнеобработки, которая соответствует смене одних видов гоминид другими, более прогрессивными, а также происходит с течением времени. Это усложнение позволяло получать всё более совершенные орудия, а также всё более экономно расходовать каменное сырьё. Выделяют довольно много каменных индустрий или техник камнеобработки.

## Этапы в развитии каменных индустрий
Древнейшей индустрией (или индустриями) раннего палеолита являлась галечная индустрия, которая характеризуется изготовлением простейших орудий  из галек и других целых отдельностей камня методом оббивки. Это чопперы и более поздние чоппинги, служившие как самостоятельными орудиями, так и являвшиеся ядрищами при получении острых осколков камня. Кроме чопперов (боковых и концевых) и чоппингов в данной индустрии имеются полиэдры, ядрища, дискоиды, сфероиды и отщепы. Некоторые отщепы могут иметь даже следы вторичной обработки и использоваться в качестве скрёбел.
Галечная индустрия существовала с самого начала четвертичного периода в различных областях Африки, на юге Европы и в Азии (в том числе и в Сибири). Наиболее древние образцы представлены кафуенскими орудиями (по реке Кафу в Уганде), но более известны в более поздней олдувайской культуре. Подобная техника использовалась и гораздо позже, там, где в распоряжении людей была только речная галька. В более сложных индустриях аббевильской, ашельской и клектонской культур также применялась только оббивочная техника, но орудия были уже гораздо совершенней и разнообразней. Основными их типами стали различные виды ручных рубил. Для Европы более характерны бифасы. В Африке и Юго-Восточной Азии были распространены также колуны и пики. Монофасы использовались реже всех. Кроме этих макролитов, данным индустриям известны скребки, скрёбла, остроконечники, резцы, зубчатые орудия, пластины с обушком, ножи и наконечники.
Следующий метод, появившийся ещё в раннем палеолите, имеет принципиально важное отличие. Он включает два этапа обработки: первичное раскалывание (англ. knapping; фр. taille, débitage) и вторичная обработка (фр. faconnage). В процессе первичного раскалывания со специальной заготовки — нуклеуса скалывались с помощью удара или отжима сколы-заготовки (англ. blanks, фр. supports), т. е. отщепы (англ. flakes, фр. éclats) пластины (англ. blandes, фр. lames), пластинки (англ. bladclest, фр. lamelles) или микропластинки (англ. microblades). Эти заготовки могли использоваться сразу или подвергались вторичной обработке путём снятия мелких сколов. Причём в палеолитоведении принято называть орудиями только изделия с вторичной обработкой. Иначе, даже если скол использовался как орудие и имеет соответствующие следы, его относят к сколам со следами утилизации.
Дальнейшее развитие каменных индустрий шло по пути совершенствования именно двухфазного метода. В среднем палеолите он был усовершенствован в рамках леваллуазской индустрии. Затем появилась техника параллельного (протопризматического) расщепления, которую в позднем палеолите сменила призматическая техника. Затем появилась пластинчатая техника, сменившаяся микропластинчатой техникой, затем — микролитическая (наиболее характерна для мезолита). Соответственно, каждая региональная культура имеет какие-то свои особенности в каменной индустрии.

## Артефакты каменной индустрии
Как было сказано выше, при изучении каменных индустрий исследованию подвергаются все виды каменных артефактов, относящихся к производству орудий. Все их можно разделить на группы:
1. Сырьё: массивное (валуны, желваки, гальки, плитки, целые куски породы), мелкое (мелкие куски, мелкие плитки, галечки, плоские галечки).
2. Заготовки нуклеусов: цитроны (ломти), пробные нуклеусы, массивные сколы и вторичные сколы.
3. Нуклеусы (ядрища): первичные ядра нуклеусов (чоппинговидный нуклеус, пренуклеус [облупень], нуклеус), нуклевидные (бессистемные, аморфные) обломки (куски), вторичные ядра нуклеусов (из массивных сколов и вторичных кусков).
4. Микронуклеусы: первичные ядра микронуклеусов (из мелкого сырья), вторичные ядра микронуклеусов (из отходов).
5. Сколы-заготовки орудий: отщепы, пластины, пластинки, микроотщепы, микропластинки.
6. Орудия: из цельных отдельностей, орудия на сколах.
7. Сколы со следами утилизации.
8. Технические (технологические) сколы оживления ядрища: ребристые (реберчатые) сколы (англ. crested blades, фр. lames a’crêtes), таблетки (англ. core tablets, фр. tablettes de ravivage).
9. Отходы: осколки, отщепы, микроотщепы, чешуйки. Сюда же относятся первичные, или краевые, сколы (англ. cortical flakes, фр. entames), т. е. сколы естественной корки камня, снятые при оформлении нуклеуса .

Отдельную группу образуют изделия и орудия труда, для изготовления которых не применялись указанные методы расщепления камня. Для палеолитоведения они «не несут культурного своеобразия». Они часто сохраняли природную форму или изготовлялись с помощью точечных ударов (пикетаж, паундинг) или шлифовки. К ним относятся:
1. Шлифованные топоры, долота и т. п.
2. Плиты-наковальни, отбойники, ретушёры.
3. Абразивные орудия: зернотёрки и куранты, песты-тёрочники, шлифовальные плитки, точильные бруски.
4. Каменные пилы.
5. Каменные сосуды: ступки и каменные лампы.